# Institut Mines-Télécom
Institut Mines-Télécom (IMT), este o universitate tehnică de stat din Paris (Franța).

## Secții
- Bachelor
- Master

Domeniu: Inginerie 
- Doctorat

Domeniu : Digital, Energie, Resursele naturale și mediul, Materiale avansate, Economie, afaceri și societate
- Mastère Spécialisé
- MOOC[6]